# Station Petit Jouy - Les Loges
Petit Jouy - Les Loges is een station aan lijn V van het Transilien-netwerk gelegen in de Franse gemeente Jouy-en-Josas in het departement Yvelines.
Voor december 2024 werd het station bediend als onderdeel van een van de aftakkingen van lijn C van het RER-netwerk.